# Георгійович Родослав Опанасович
Георгійович Родослав Опанасович (25 червня 1873 — після 1918) — полковник Армії Української Держави.
Уродженець м. Белград. Прийняв російське підданство. Отримав військову освіту в Російській імперії. Працював на залізниці. Брав участь у поході на Китай, у Російсько-японській війні. З 1918 року на службі в Армії Української Держави. З 1 серпня по 30 листопада 1918 року — корпусний інженер 3-го Корпусу.